# Горишківка
Гори́шківка — село в Україні, у Томашпільській селищній громаді Тульчинського району Вінницької області.

## Географічне розташування
Село Горишківка розташоване в північній частині колишнього Томашпільського району. Село розкинулося на похилих схилах долини безіменної притоки річки Русава поблизу водорозділу Південного Бугу та Дністра. Село Горишківка до 2020 року було самостійною адміністративно-територіальною одиницею в складі Томашпільського району Вінницької області.
Центр сільської ради лежить за 35 (17) км від центру громади, та за 7 км від залізничної станції Юрківка.
Горишківка розташована на порівняно рівнинній місцевості.

## Історія
За архівними даними та легендами село засноване в 1797 році, а з 1850 року називалось містечком. Історична назва села походить від назви трави — горішок; подорожуючи чумаки, зупиняючись на відпочинок та ночівлю, щоб попасти воли і дали назву селу Горишківка.
На 1889 рік число жителів в селі нараховувало 1500 осіб, у тому числі 22,8% —  євреї, 250 дворів, 8 ремісників. В селі була церква та єврейський молитовний дім. Базарних днів в році нараховувалось 52 (проводилось у четвер). 
Перший храм, на честь Різдва Пресвятої Богородиці був побудований у 1721 році, капітальний ремонт було проведено в 1844 році за кошти прихожан. В приході з початку ХІХ ст. всі священики були з прізвища Звиногродських, першим був Іаків, який помер в 1824 році, другим був Михайло, який залишив церковну службу в 1860 році, третім його син Олександер, який помер в 1895 році, далі його син Іван. В 1899 році була відкрита школа грамоти. 
Нова церква була збудована в 1905 році, великий внесок в її розвиток вніс Тараненко Микола Дмитрович. Під час знищення церков, від Тараненка вимагали ключі від церкви, але він кинув їх в натовп людей, люди не зізналися хто впіймав. За цей вчинок Тараненко 10 років провів у в'язниці збереження церкви. У 2004 році прихожани відзначили 100 років від дня народження Тараненка.
Місцевість належала Четвертинським, а пізніше Регульським. Село було обсаджене лісами та лісосмугами. Коли місцевість належала пані Регульській, через село протікала річка, але її не подобався шум води і вона наказала забити джерело в лісі «Ялечків». Забивали овечою вовною та пір'ям. За переказами односельчан це сьогоднішня річка «РУСАВА». В ті часи були плани щодо побудови через село залізничної колії, та пані не погодилась і залізничну колію побудували в обхід села через Юрківку. Місцевість була бідна на воду, в селі була тільки одна криниця придатна для споживання, інші чотири використовувались для худоби.
Під час подій 1905—1907 рр. у Горишківці відбулися заворушення селян проти поміщиків.
7 (20) листопада 1917 року, відповідно до Третього Універсалу Української Центральної Ради, увійшло до складу Української Народної Республіки.
Горишківку докладно описав у своєму щоденнику хорунжий УГА, сотник УНР, священник Володимир Левицький, який під час Української революції 1917-1921 перебував у поході на території Поділля у складі Українською Галицькою армії. 
Про все це широко описано в книзі відомого українського письменника Олександра Горобця "Під рясними вишнями", сторінка 147.
У 1929 році в селі була створена ініціативна група «СОЗ» (спільний обробіток землі). Головою групи був вчитель Марецький М. М. потім прислали 25-ти тисячника Шевцова, а головою сільської ради — Лєвіна. Літом 1930 році відбувся масовий наплив людей в ініціативну групу, під час якого було створено колгосп ім.Ілліча, через певний період село було поділено на два колгоспи ім. Леніна та ім. Сталіна. У 1941—1944 рр. в селі проживало 2276 осіб, в тому числі 177 євреїв.
До складу Горишківською сільради входило село Станіславка кількістю 586 осіб, Забіляни 225 осіб та Горишківський радгосп кількістю 197 осіб. 
Колгосп припинив свою діяльність під час німецько-радянської війни, на території села діяло гетто, куди нацистами насильно зганялися євреї для подальших репресій.  Лише в березні 1944 році колгосп відновив свою діяльність.
29 серпня 1950 року загальні збори членів колгоспів ім. Ілліча, ім. Сталіна, ім. Крупської села Станіславка прийняли постанову про об'єднання цих колгоспів в один під назвою ім. Ілліча села Горишківка.
27 вересня 1950 року виконком Томашпільської районної Ради депутатів трудящих затвердив постанови загальних зборів цих колгоспів. В укрупнене колективне господарство об'єдналося 718 дворів за населенням 2093 осіб.
24 січня 1959 року загальні збори членів колгоспу прийняли постанову про приєднання колгоспу ім. Ілліча села Горишківка до колгоспу ім. Леніна села Паланка. 15 лютого 1959 року постанову було затверджено.
В практичній діяльності колгоспу ім. Леніна було з'ясовано, що колгосп за своїм розміром великий та не зручний для керування, тому райком партії та райвиконком внесли пропозиції загальним зборам членів колгоспу про розукрупнення колгоспу на два самостійних колгоспи: к-п ім. Ілліча в селі Горишківка та ім. Леніна в Паланці. Таким чином в с. Горишківка 5 березня 1966 року утворився самостійний колгосп ім. Ілліча.
В 1967 році було побудовано будинок культури.
В 1996 р. к-п ім. Ілліча реорганізовано в ПСП «Мрія» (колективне с.- г. п-во), в 2000 р.- СТОВ " Мрія "(с.-г.п-во з обмеженою відповідальністю), в 2001 р. — СПП " Горишківка "(с.-г. приватне п-во).
12 червня 2020 року, відповідно до Розпорядження Кабінету Міністрів України від  № 707-р «Про визначення адміністративних центрів та затвердження територій територіальних громад Вінницької області», увійшло до складу Томашпільської селищної громади.
19 липня 2020 року, в результаті адміністративно-територіальної реформи та ліквідації Томашпільського району, село увійшло до складу новоутвореного Тульчинського району.
На території населеного пункту є одна загальноосвітня школа І-ІІ ст., відділення зв'язку, два магазини будинок культури, бібліотека, церква. З вересня 2004 р. припинила свою діяльність школа, за відсутністю дітей (немає повних класів). Діти навчаються в Комаргороді.

## Населення
На 1889 рік число жителів в селі нараховувало 1500 осіб, 22,8% з яких —  євреї.
В період з 1941—1944 роки. в селі проживало 2276 осіб, в тому числі 177 євреїв.
За 2003 рік в селі не народилося жодної дитини, померло 19 чоловік. Довгожителькою села були Ярош Афія Дмитрівна 1907 року народження, а також Боса Марина Василівна 1908 року народження
Станом на 1.01.2004 р. складало 519 осіб, серед яких більше 90% українців, 219 чоловіків та 300 жінок, з них 250 пенсіонерів, 26 дітей дошкільного віку, 44 школярі. 
На 1 січня 2005 р. в селі Горишківка проживало 473 осіб.

### Мова
Розподіл населення за рідною мовою за даними перепису 2001 року:
| Мова       | Кількість | Відсоток |
| ---------- | --------- | -------- |
| українська | 528       | 99.06%   |
| російська  | 5         | 0.94%    |
| Усього     | 533       | 100%     |

## Склад ґрунту
Ґрунтовий покрив складається по геоморфологічному районуванню відноситься до ерозійної рівнини розвинутої на доксибрійській платформі і розділеної численними ярами, балками, річними долинами. В основному чорнозем та місцями є опідзолені, глейові.

## Мешканці села
- Тараненко Микола Дмитрович
- Малярин Федосія Степанівна
- Рудик Василь Тимофійович
- Дубчак Василь Якович
- Гумешок Василь Макарович
- Гончар Іван Терентійович
- Рудик Василь Тимофійович
- Іваненко Варвара Омелянівна
- Ковалик Марія Родіонівна
- Фурмашок Василь Ілліч
- Запіченко Марія Филимонівна
- Ткамна Олена Юхимівна
- Кащак Марія Порфирівна
- Штельмах Олена Романівна
- Мостова Наталія Михайлівна
- Ярош Афія Дмитрівна
- Боса Марина Василівна
- Родом із села генерал-лейтенант радянської армії Болібрух Андрій Власович.
- Лесько Людмила
- Марецький М. М.

## Мешканці, які були нагороджені
Орденом «Трудового червоного прапора» нагороджені: 
- Рудик Василь Тимофійович
- Дубчак Василь Якович
- Гумешок Василь Макарович
- Орденом «Знак пошани»:
- Гончар Іван Терентійович
- Рудик Василь Тимофійович
- Іваненко Варвара Омелянівна

Медаллю «За трудову доблесть»: Момот Михайло Профирович
- Ковалик Марія Родіонівна
- Фурмашок Василь Ілліч
- Запіченко Марія Филимонівна

## Сільське господарство
На кінець 2003 с.-г. комплекс визначався наступними показниками: чисельність поголів'я ВРХ-195 гол., у тому числі 97 корів, свиней 184 гол.

## Загальні відомості
Протягом останніх років в селі збудовано 1 житловий будинок, введено в дію приватний продуктовий магазин.
В селі нараховано 246 приватних осель громадян, 120 газобалонних установок. Село електрифіковано та газифіковано.
В селі є два заклади торгівлі, кожний вівторок функціонує базар, у п'ятницю люди їдуть на базар у Вапнярку, а в четвер в Томашпіль — ходить рейсовий автобус.
Медична допомога населенню села надається центральною районною лікарнею, а також місцевим ФАПом. У фельдшерсько — акушерському пункті працює одна особа середнього — молодшого персоналу на 1,5 ставки (1 ставка завідувача і 0,5 акушера) та санітар на 0,5 ставки. Найбільше люди хворіють гіпертонією, серцевою недостатністю, онкологічні захворювання
В селі діє будинок культури, який збудований в 1967 році., функціонує бібліотека. Фонд бібліотеки на 1.01.2004 р. нараховує 8774 примірники. Записано 375 користувачів. Передплачено 2 примірники газети: «Томашпільський вісник», і « Вінниччина» з додатком «Хочу все знати» та «Зцілитель».
До 14.03.1950 р. в селі була тільки шкільна бібліотека, а з березня місяця 1950 р. було укомплектовано сільську бібліотеку, бібліотекарем була Ткамна Олена Юхимівна. З вересня 1967 р. до 1977 р. була бібліотекарем Кащак Марія Порфирівна, з осені 1977 р. до вересня 1992 р. — Штельмах Олена Романівна, а з 1992—1994 рр. Лесько Людмила, а з серпня 1994 р. Мостова Наталія Михайлівна.                                                                                                                                                                                                                                                                                                   